# Grönvik, Bromma

Grönvik är ett område närmast Mälaren i Ålsten i Bromma väster om Stockholm. Sedan 1934 ingår Grönvik i stadsdelen Höglandet i Bromma. Grönviksvägen, som fick sitt namn 1924, utgår från Grönviksskälet, som fick sitt namn 1928. Själva Grönviksskälet ligger mellan Höglandsparken och Pinden, där vägarna Grönviksvägen, Alviksvägen och Nockebyvägen går samman. Grönviksvägen börjar vid Grönviksskälet och följer sedan utefter Mälarens strand ända fram till Nockebybron, en drygt 2 km lång sträcka.

## Historik
Åkeshovs gods i Bromma ägde vid mitten av 1800-talet mälarstranden från Grönvik och nästan ända till Tyska botten. Det var en sträcka på 3,5 km. Då avstyckades ett flertal tomter, främst för sommarbebyggelse. Åkeshovs säteri i det centrala Bromma blev det första att exploatera sina ägor.
Från mitten av 1850-talet hade många stockholmare sina sommarnöjen i Bromma socken, och en och annan började att bosätta sig där året runt. Från början av 1860-talet blev socknen även hemvist för industri i modernare bemärkelse. Tidigare gällde det huvudsakligen brännvinsbränning. Brännvinsbränning fanns till exempel vid Ålstens gård och i Äppelviken. Ålstens bränneritorp låg vid vägskälet vid stranden söder om Ålstens gård i den nuvarande Ålstensparken. Det syns tydligt på 1829 års karta i Carl af Forsells bok. I Äppelviken lät bryggaren Lars Fredrik Blackstadius vid 1800-talets mitt bygga ett antal hus vid vattnet som från början uppfördes som sommarvillor och hade en funktion i brännerirörelsen. År 1847 lät han uppföra ett bränneri i det som idag kallas Stora Sjövillan, som var belägen litet sydost om Äppelvikens gård. Brännerirörelsen i Äppelviken upphörde 1864 och därefter omvandlades husen till bostadshus, till en början främst som sommarnöjen.

### Tillkomsten av Grönvik
Kring Grönviks ångbåtsbrygga växte det upp ett litet samhälle. Redan på 1880-talet kom de första bebyggarna till Grönvik. Den första bebyggelsen är nu försvunnen, med ett undantag, Frans August Löfgrens villa och tvättstuga vid Grönviksvägen 7. Pionjären var tvättaren Frans August Löfgren och hans ganska stora familj. Grönviks område tillhörde Åkeshov och från det området började tomtförsäljning 1902. Det var Olsson & Rosenlunds AB, som sålde tomter inom Grönvik 1902, och tomtförsäljningen var avslutad 1924. Olsson & Rosenlund var en stor markexploatör i Stockholmsområdet under större delen av 1900-talet. Företaget grundades 1882 och var ett byggnadsmaterialföretag med säte i Stockholm.
Den första bebyggelsen i Grönvik blev av enklare slag, det var främst hus avsedda som sommarnöjen. Men den enkla bebyggelsen ansågs tillräckligt bra för sommargäster. Grönviksborna, den bofasta befolkningen i Grönvik, arbetade främst med tvätt för Stockholm i tvätterierna i Nockeby. Samhället kallades därför ibland Tvättvik. Många hushållstvättar låg vid seklets början utmed mälarstranden. Kunderna bodde inne i staden, varför Grönviks brygga kom väl till pass.

### Löfgrens tvätteriverksamhet

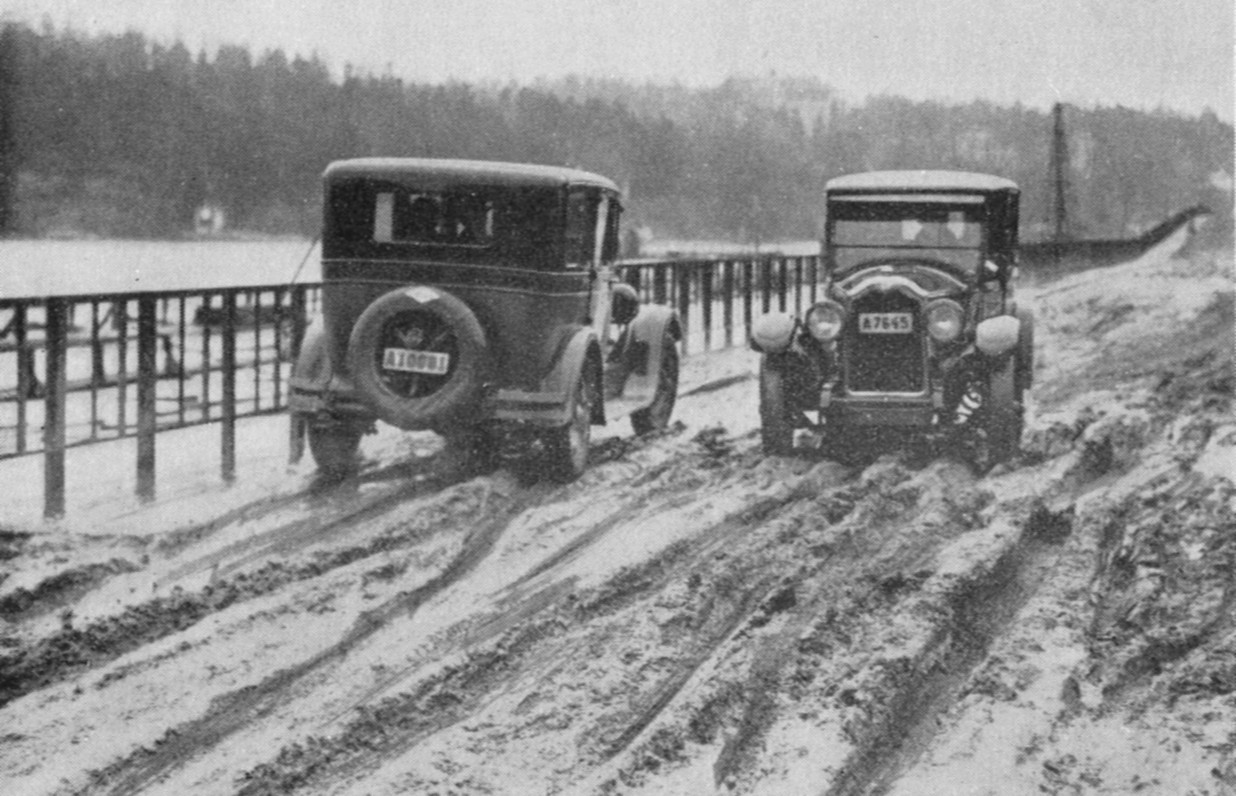
Bilar på Nockebybron i mitten av 1920-talet. I början av 1920-talet kom Frans August Löfgren i besittning av en bil.

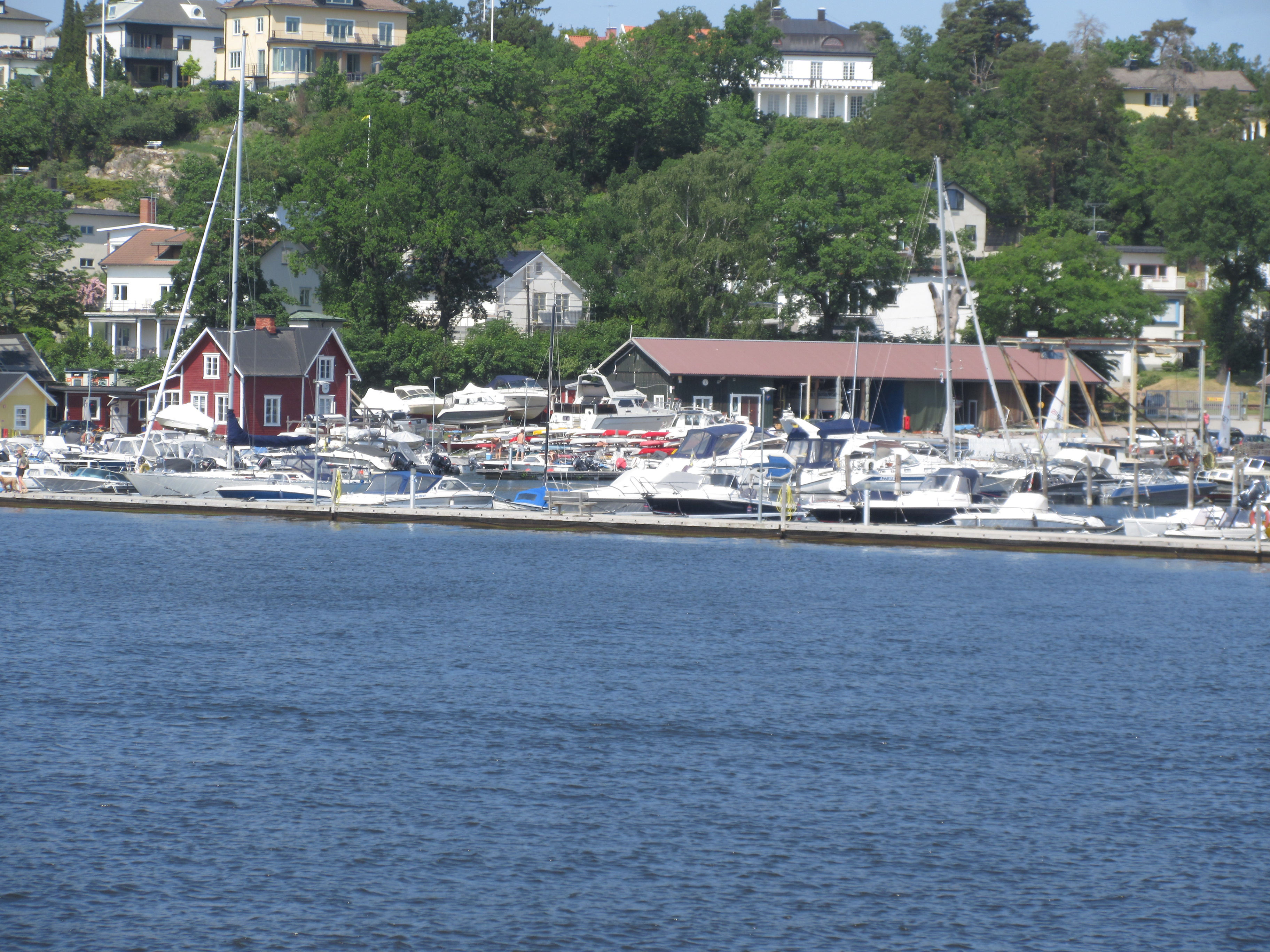
Ålstens båthamn vid Grönvik med det röda huset, där Frans August Löfgren bedrev sin tvätteriverksamhet från 1880-talet fram till 1943. Det var Löfgrens barn som fortsatte rörelsen ända in på 1940-talet. Det röda huset, som Löfgren byggde själv, är ett av husen som fortfarande står kvar på tomten i Grönvik.

Frans August Löfgren (1860-1945) fick tjänst vid Ålstens gård 1884 och fick av den dåvarande ägaren Pehr Bergstedt hyra tomten Ekdalen alldeles vid den nuvarande båthamnen. Löfgren fick hyra tomten av Pehr Bergstedt när han fick tjänst i Ålstens gård. Han kom till Ålstens gård som 20-åring och blev gården trogen hela sitt liv. Löfgren var född i Fågelås församling i Skaraborgs län. Han hade tvätteri i Grönvik och var verksam med tvätteriet redan på 1880-talet. Tvättaren Frans August Löfgren var den första av dem och blev även den sista. 
Vid Grönvik byggde Löfgren fem hus, av vilka två fortfarande står kvar, bland annat tvättstugan, på tomten invid båthamnen. Utöver de två husen, som Löfgren själv byggde, fanns på den då väsentligt större tomten ytterligare tre hus, som hyrdes ut till sommargäster. De hade stora vindar, som vid dålig väderlek användes för torkning av tvätten. Men i vackert väder såg parken ut som ett vitt böljande hav av lakan, örngott, handdukar och underkläder. Det var mödosamt att tvätta i Mälarens då så klara, men ofta kalla vatten. I början skickade man tvätten med ångbåt till staden, eftersom nästan alla kunder bodde där. Vintertid, när isen låg på Mälaren, kördes ofta tvätten med storkälke till staden. Verksamheten sysselsatte förutom sex personer ur familjen ytterligare tvätterskor. En rättare Larsson på Ålstens gård hjälpte från 1917 till med häst och vagn. I början av 1920-talet hade Löfgren tillgång till en bil. Löfgrens barn fortsatte rörelsen till inpå 1940-talet. Verksamheten pågick till 1943.
Förutom Frans August Löfgren var det också flera andra som bedrev tvätterirörelse utmed Grönviksvägen. Tvätterirörelsen var ett hårt arbete, i synnerhet på vintrarna. Tvätten skulle alltid klappas nere vid bryggorna och man fick hugga hål i isen för att komma åt. För att tina upp händerna fick man hela tiden ha en hink med varmt vatten bredvid sig. På vintern kunde det ta en månad att torka tvätten.
Grönviksvägen går från Grönviksskälet, där Alviksvägen slutar, och hela vägen utefter Mälarens strand ända fram till Nockebybron, en drygt 2 km lång sträcka. Mellan Grönvik och Gubbkärret efter Mälarens strand fanns det sju handtvättar, och Nockebytvätten var väl bara en logisk fortsättning. Under nuvarande Nockebybron och längs Grönviksvägen och Mälarstranden fanns vid slutet av 1800-talet ett antal sommarvillor som byggts för stockholmare. Närmast Nockebybron låg Nockebytvätten, som ersatte den 1853 nedlagda Nockeby krog. Närmast Nockebybron ligger en stor villa, som troligen rymde Nockeby krog på 1700-talet. Villan blev disponentbostad då Nockebytvätten etablerde sig här 1912. Då byggdes en stor tvätteribyggnad i två våningar alldeles norr om villan. Bostäder för tvätterskorna fanns i en parstuga intill från 1700-talet. Nockebytvätten tvättade fram till 1967. Därefter sanerades området och de gamla husen byggdes om till fina lägenheter och villor och nya hus byggdes samman med de gamla.

## Grönviksvägen

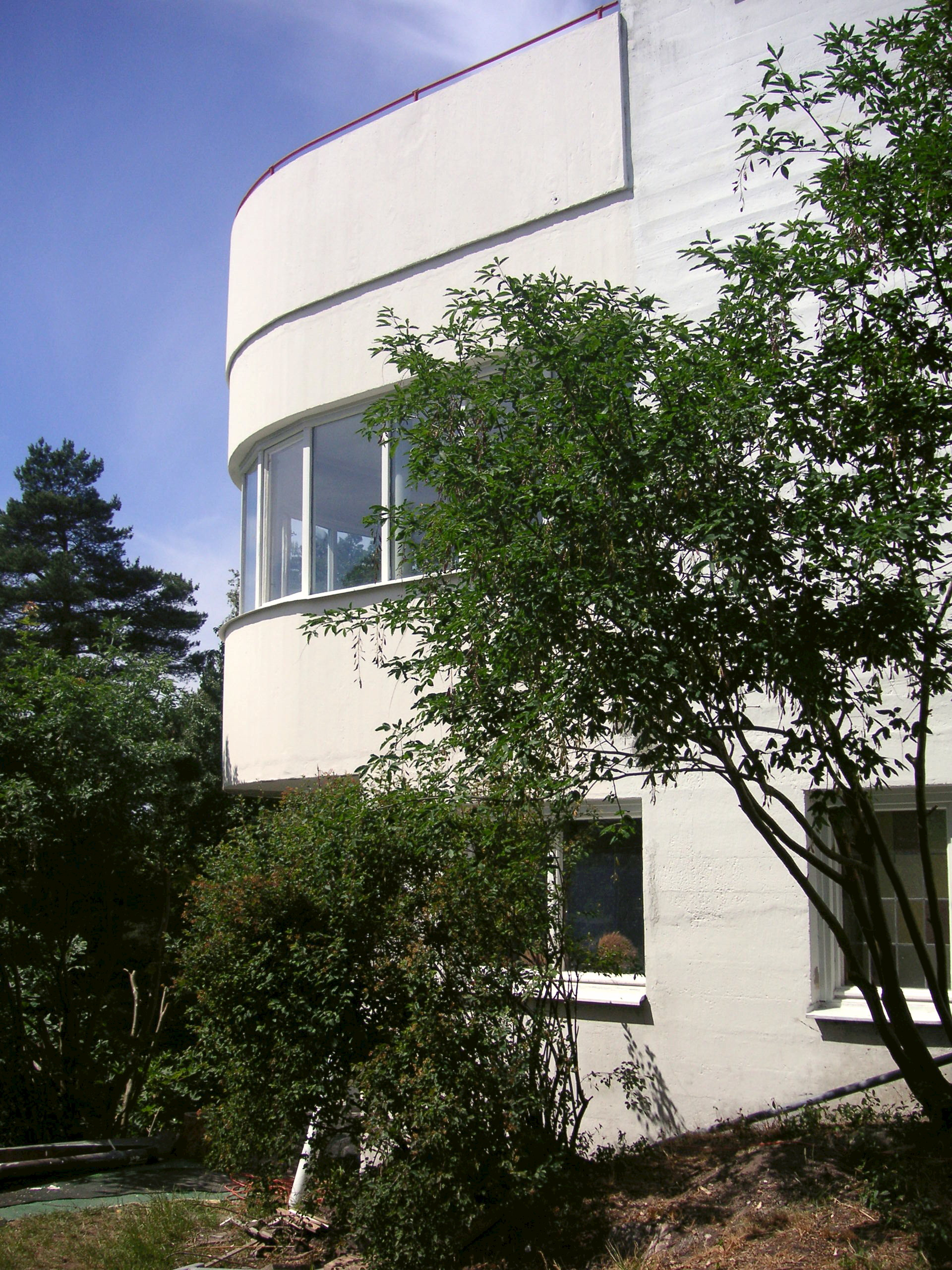
Villa Markelius byggd 1930 i funktionalistisk stil. Mot sjösidan skjuter en rundad del av huskroppen ut, som vilar sig på en pelare för att ge sol och bästa utsikt. Den kallas "Kommandobryggan".

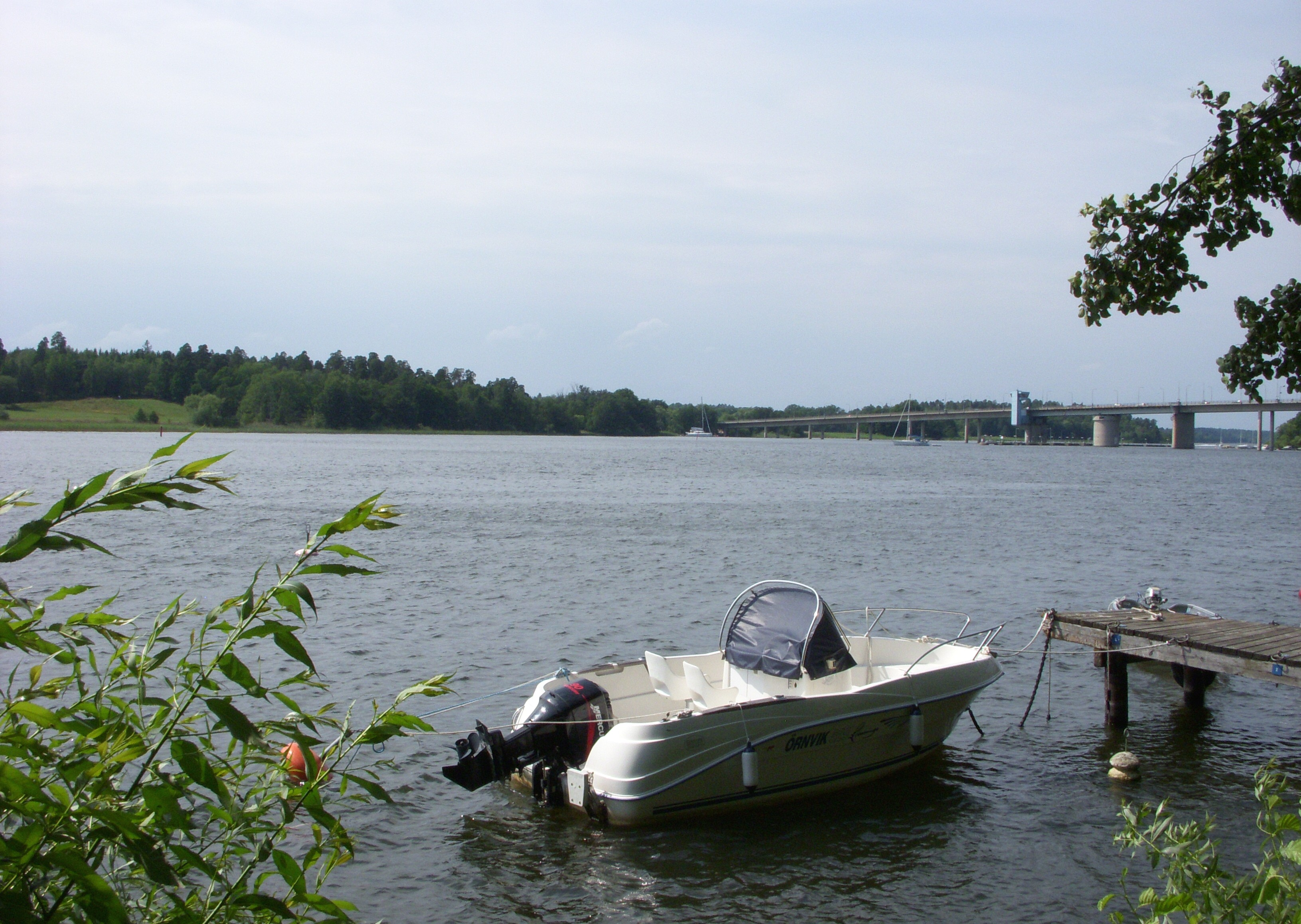
Kärsön och Nockebybron sedd från Grönviksvägen i Nockeby.

Hela Grönviksvägen är en blandning av gammalt och nytt. Området är kraftigt kuperat. Här finns stugor från 1800-talet och exklusiva villor från 1930-talet. Vid krönet av en brant berghäll, som ligger mellan villorna, har man en praktfull utsikt. Avtagsstigen till berghällen ligger i början av backen ned mot några radhus. Från berghällens ytterkant ser man i väster Nockebybron rakt över sundet Kärsön och i sydost Fågelön och de södra förorterna.
Vid Stockholms stads markköp 1904 av Gamla Bromma trädgårdsstad, vari ingick de nuvarande stadsdelarna Äppelviken, Stora Mossen, Smedslätten, Ålsten, Höglandet, Nockeby, Norra Ängby och Södra Ängby, ingick inte området vid Grönviksvägen. Äppelviken var den första trädgårdsstaden som byggdes på stadens mark västerut och blev en av trädgårdsstäderna i det som allmänt kallas Gamla Bromma trädgårdsstad. Södra Ängby byggdes ut 1933–1939 och har kallats Stockholms "sista trädgårdsstad". På platsen för "Kungsholms villastad" mellan Lillsjönäsvägen och Ulvsundavägen planerades 1912 "Ulvsunda trädgårdsstad". Många av villorna vid Grönviksvägen är ritade av Edvin Engström och byggda 1926-1929. Det attraktiva läget har flera exklusiva och större villabyggen. Villa Markelius på Grönviksvägen 131-133 i Nockeby är byggd i betong i funktionalistisk stil. Den är ritad av arkitekt Sven Markelius. Villan ligger på en av höjderna på en klippavsats högt över Mälaren. Den var hans eget hem och han bodde här 1930-1938. Villan är vitmålad och Le Corbusier-inspirerad. Mot gatan i norr är huset tillslutet och avvisande, men på baksidan mot naturen i söder öppnar sig byggnaden med altaner och fönster mot vattnet och utsikten.
Inom Nockeby stadsdel passerar Grönviksvägen ett skogsmarks- och parkområde som heter Folkaredalen och är uppdelat i tre mindre delar. Området går genom mycket kuperad terräng och sträcker sig från Mälarens strand vid Grönviksvägen och upp till Nockeby Kyrkväg. Området av Folkaredalen som ligger alldeles vid kanten av Mälaren är rikt på stenblock. Här kan man passera mellan två block, som bildar en port.

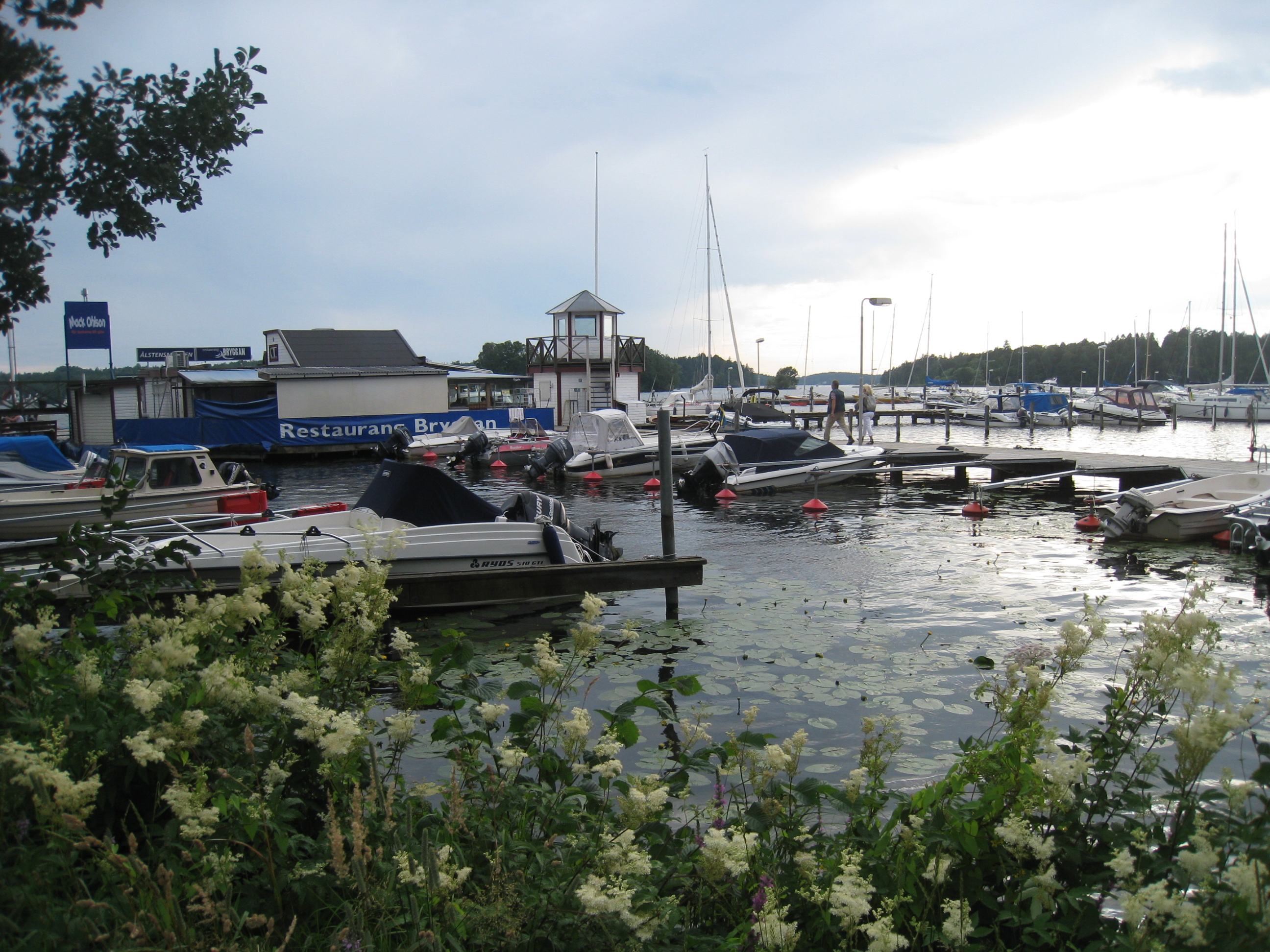
Ålstenshamnen nära Grönvik.

Kvar än idag ligger vid Grönviksvägens sydöstra början Grönviks småbåtsvarv med hamn från 1880-talet. Grönviks segelsällskap grundades 1892 i Frans August Löfgrens badhus. Tre år senare, 1895, blev segelsällskapet grunden till Stockholms Segelsällskap, SSS, och sedan 1927 finns här Ålstens Båtsällskap. Sommarlivet utefter stranden var mycket livligt. Vid Torsångsvägen, en tvärgata till Grönviksvägen, finns idag en båthamn. Innanför grinden där finns det en flytponton med 34 båtplatser.
Till varje tomt fanns det ett badhus, ett herrbad fanns vid Tallen nedanför Grönviksvägen 61. Man fiskade, seglade och dansade på Ålstens gårds loge, på Grönviks gamla berömda ångbåtsbrygga och på Nockeby gamla flottbro. I Klubbfjärden, mellan Ålsten och Mälarhöjden, fiskade yrkesfiskare. På 1700-talet gick en av de stora vintervägarna på Klubbfjärdens is till och från Stockholm och då fanns på halvön Klubbensborg en krogrörelse. Krogen bestod av själva krogstugan och ett brygghus. I brygghuset kokades tvättvatten och bryggdes öl. Vid Grönviksvägen 159 ligger Källviks båthamn, som har 7 båtplatser. Grönviks båthamn vid Torsångsvägen i kvarteret Ålstenshamnen har 20 båtplatser. Vidare finns i södra Bromma även Äppelvikens båthamn vid Äppelviksvägens förlängning, som har 25 båtplatser och Äppelvikens båthamn vid Havsfruvägen i Smedslätten, som har 15 båtplatser.

## Bilder

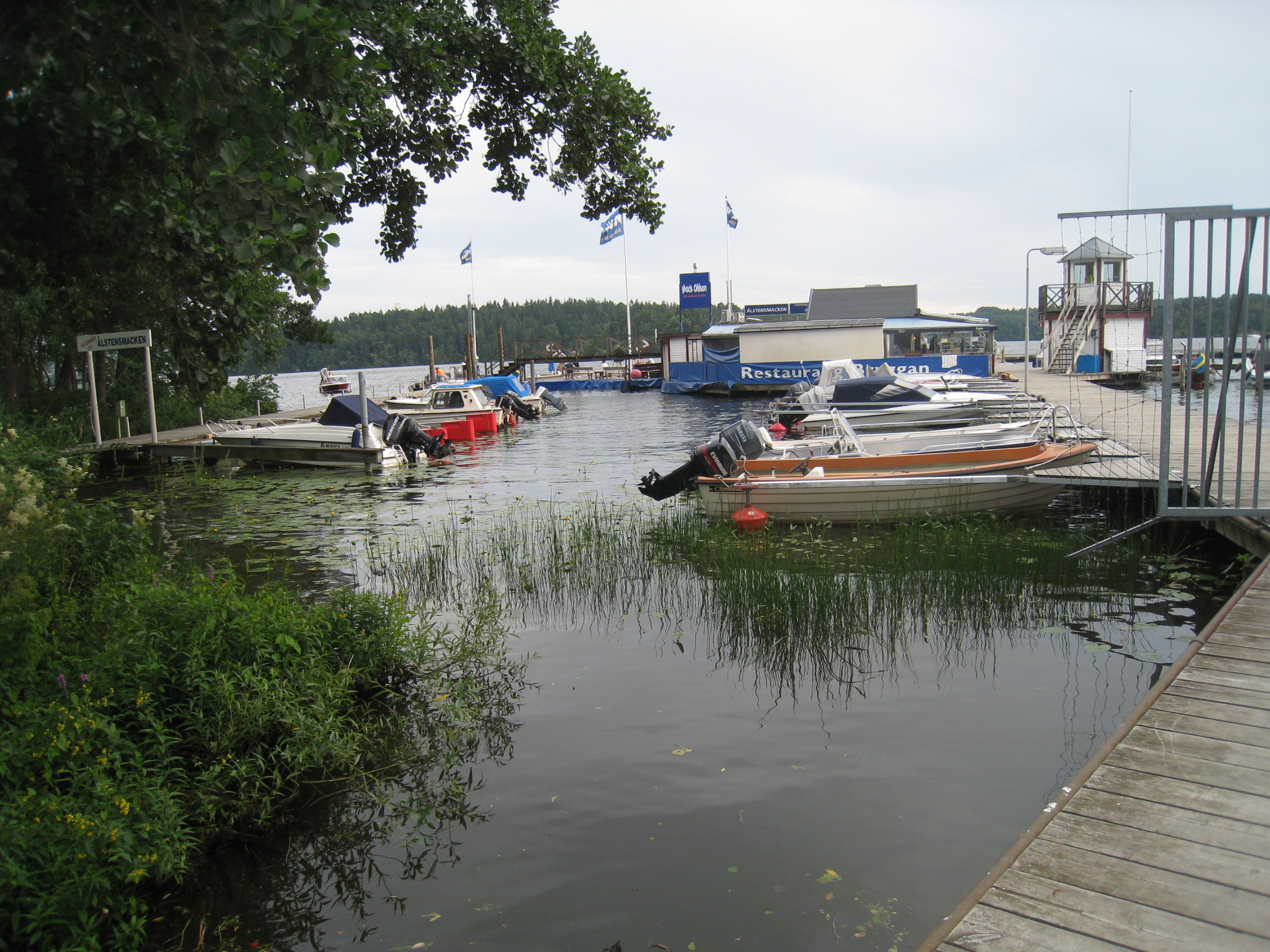
Ålstenshamnen nedanför Ålstensparken nära Grönvik.
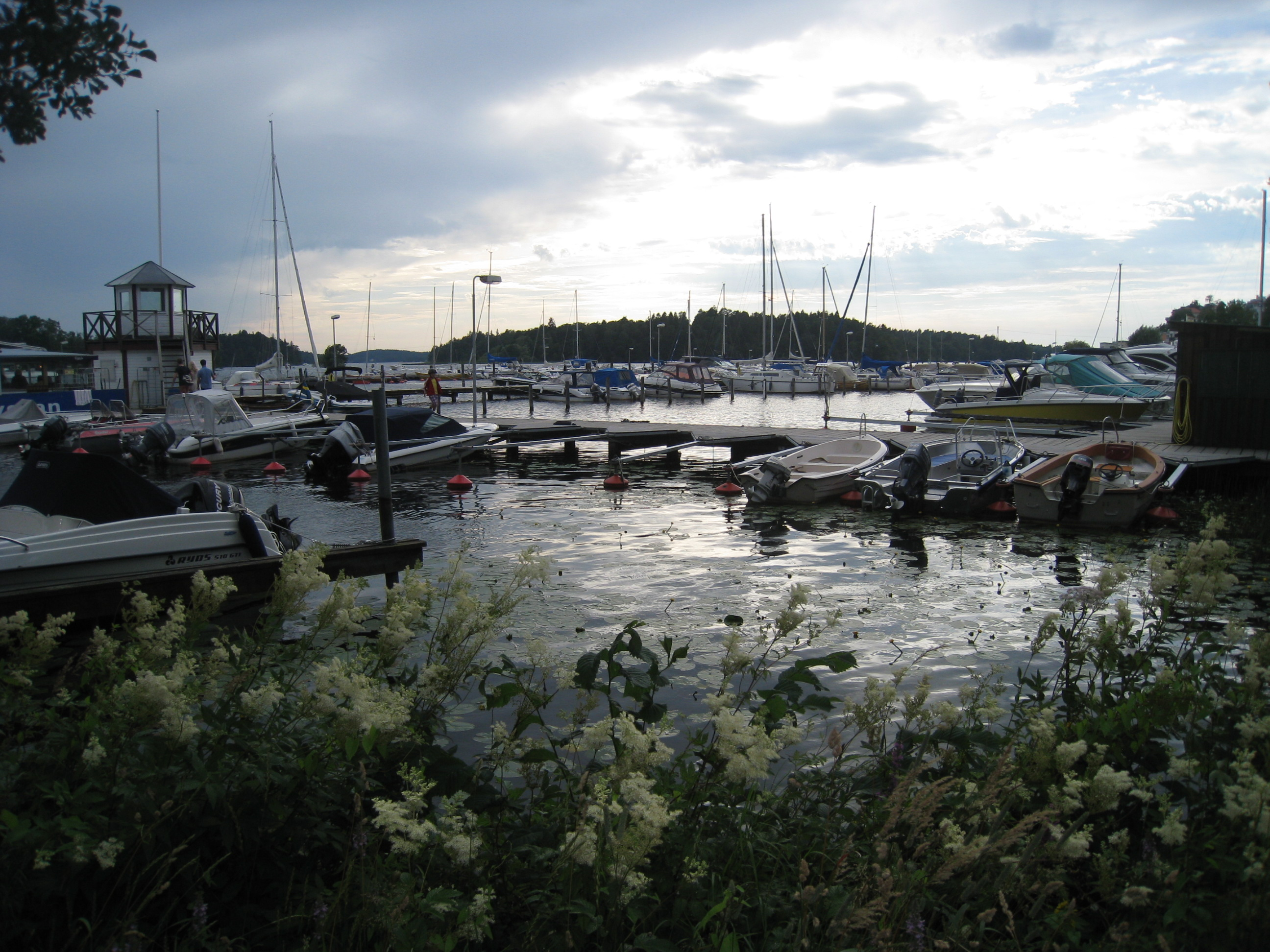
Ålstenshamnen.